# Selidosema vespertaria
Selidosema vespertaria là một loài bướm đêm trong họ Geometridae.